# Ben Nelson (football)
Pour les articles homonymes, voir Nelson et Ben Nelson.
Ben Nelson, né le 18 mars 2004 à Northampton, est un footballeur anglais qui joue au poste de défenseur central au Leicester City FC.

## Biographie

### Carrière en club
Né à Northampton en Angleterre, Ben Nelson est formé par Leicester City,, où il intègre l'effectif du club professionnel de championnat d'Angleterre. dès décembre 2020, dans le cadre de l'Europa League,.
Mais Nelson commence finalement sa carrière professionnelle en prêt lors de la saison 2022-2023, au Rochdale AFC, puis aux Doncaster Rovers,.
En juillet 2023, il retourne au Leicester City FC en championnat d'Angleterre de deuxième division, où il joue cette fois avec l'équipe première,,, trouvant même un nouveau statut dans l'effectif professionnel.
Nelson est ainsi sacré champion de deuxième division lors de la saison 2023-2024, Leicester City FC étant alors promu en première division,.

### Carrière en sélection
D'abord international junior écossais avec les moins de 16 ans,, Ben Nelson fait ensuite ses débuts avec l'équipe d'Angleterre des moins de 18 ans en novembre 2021,.

## Palmarès
Leicester City FC
- Championnat d'Angleterre de deuxième division (1)
  - Champion en 2023-2024